# Julius Lippert (borgmästare)
Julius Lippert, född 9 juli 1895 i Basel, död 30 juni 1956 i Bad Schwalbach, var en tysk journalist och nazistisk politiker. Från 1937 till 1940 var han Berlins överborgmästare. Lippert uppnådde tjänstegraden Obergruppenführer inom SA. Han dömdes efter andra världskriget till sju års fängelse för krigsbrott begångna under ockupationen av Belgien.

## Biografi
Lippert växte upp i Italien och gick som barn i skola i Genua. Han studerade därefter i Tyskland vid gymnasiet i Wiesbaden där han tog studenten 1914. Han deltog  som soldat i första världskriget och blev reservlöjtnant vid artilleriet. Från 1918 till 1922 studerade han statsvetenskap vid Berlins universitet och tog doktorsexamen vid universitetet. Han tillhörde den paramilitära reaktionära organisationen Schwarze Reichswehr och verkade som journalist vid flera Berlintidningar, bland annat som redaktör vid Das Deutsche Tageblatt.
Lippert blev i april 1927 medlem av NSDAP och utsågs i juli samma år av Joseph Goebbels till chefredaktör för Berlins regionala nazistiska partiorgan Der Angriff. Från 1933 var han även chefredaktör för Deutsche Arbeitsfronts dagstidning. Från mars till oktober 1933 var han ledamot av Preussens lantdag.
Lippert blev 1933 nazistisk statskommissarie i Berlin, statsråd i fristaten Preussen och SA-Standartenführer. Han var huvudansvarig för NSDAP:s Gleichschaltung av Berlins kommunala förvaltning och "arisering" av mark och företag inom stadens gränser, där han i praktiken intog en överordnad position i förhållande till stadens civila överborgmästare, Heinrich Sahm och därefter Oskar Maretzky. Han verkade efter Maretzkys avgång själv som överborgmästare i Berlin från 1937 till 1940 men tvingades av Albert Speer att avgå på grund av meningsskiljaktigheter kring anläggandet av Welthauptstadt Germania.
Lippert blev 1941 befälhavare för Wehrmachts Propagandaabteilung Südost i Belgrad. Från maj 1943 till augusti 1944 var han regional kommendant i staden Arlon i det ockuperade Belgien.
Lippert fängslades i samband med krigsslutet av de allierade i Hamburg och utlämnades 1946 till Belgien, där han 1950 dömdes för krigsförbrytelser till sju års fängelse. Då han redan avtjänat merparten av tiden i häkte kunde han släppas i förtid och återvände till hemstaden Bad Schwalbach. Han levde där som universitetslärare under sina sista år; hans hedersmedborgarskap i hemstaden som han fått under Berlintiden återkallades aldrig under hans livstid.